# Іглицеві
Іглицеві (Syngnathidae, від грец. syn — «зв'язані» і gnathus — «щелепа») — родина риб, що включає морських коників, морських іглиць, листяних та трав'яних морських драконів. Риби цієї родини мають унікальні характеристики, у багатьох видів яких самці, а не самиці виношують (та часто народжують) потомство. Це відбувається кількома способами, наприклад, самці морських коників мають спеціальну призначену для цього порожнину тіла, самці морських драконів прикріпляють яйця (ікринки) до хвоста, а деякі риби-голки можуть користуватися будь-якою з цих стратегій, залежно від виду. Ще однією ознакою родини є зв'язані щелепи (як це пропонує її наукова назва).